# 시드니 메트로스
시드니 메트로스(Sydney Metros)는 1989년 창단한 구 ABL의 프로 야구 팀이다. 시드니를 연고로 하고 있으며 홈구장은 시드니 풋볼 스타디움이다. 1989-90 시즌 이후 재정난으로 해체된 이후 대체 구단으로 시드니 웨이브가 창단되었다.